# Complexul de clădiri ale fostului spital evreiesc (Chișinău)
Complexul de clădiri al fostului spital evreiesc este  un monument istoric, arhitectural și de artă de importanță națională inclus în Registrul monumentelor Republicii Moldova ocrotite de stat cu nr. 241 (municipiul Chișinău). Datează de la sf. sec. XIX – înc. sec. XX.

## Istorie

### Construcția și înființarea
În noiembrie 1822, Guvernul Regional al Basarabiei i-a fost expediată propunerea în care se comunica faptul că a fost adunată suma necesară de către comunitățile creștine și evreiești pentru a fonda din două case nu prea mari un spital special pentru evrei. Din raportul detaliat, întocmit în martie 1872 de Jidovețki, membru superior al Consiliului Spitalului Evreiesc din Chișinău, devine cunoscut faptul că acest spital chișinăuian a fost fondat în 1823.

### Sec. XIX
În 1836, spitalul a fost reorganizat pentru 30 de paturi și a fost subordonat departamentului Serviciului de Asistență Publică din Basarabia în baza legilor și reglementărilor care se aplicau tuturor spitalelor civile din oraș.
În 1842, guvernatorul militar P. I. Fedorov a menționat că, la Chișinău, la spitalul evreiesc, „bucătăria este foarte neîncăpătoare și prin starea de dărăpănare este de neutilizat, a recunoscut necesitatea de a construi o nouă cameră pentru încăperea cancelariei și o cămară specială pentru depozitarea proviziilor comestibile”. Executarea acestui lucru i-a fost ordonată arhitectului orașului Luka Zaushkevich. Conform planului său, în spitalul evreiesc, urma să fie construit un corp de clădiri secundar, în care să fie localizate bucătăria, camerele pentru bucătar, baia, spălătoria și adăpostul, estimat la 635 de ruble și 5 copeici de argint.
S-a recunoscut necesitatea construirii la o distanță mai apropiată  a unui nou corp de clădiri secundar din piatră. Mihail Voronțov, în funcția de guvernator al Basarabiei și Novorosiei, a prezentat acest proiect spre examinare Ministerului de Interne, de la care a primit o înștiințare de aprobare a sumei de doar 692 de ruble și 42 de copeici de argint de la Direcția Generală de Comunicații și Clădiri Publice pentru construirea clădirilor pentru servicii  secundare, necesare Spitalului Evreiesc din Chișinău. În același timp, Consilierul de Stat, Perovski a cerut ca lucrările menționate să fi e realizate printr-un contract sau  într-un mod economic, cu raportarea costurilor referitoare la sumele ce aparțin spitalului, și ca în timpul executării lor să fi e cât se poate de cumpătați.
Așa cum s-a menționat deja, din 1836, Spitalul Evreiesc din Chișinău era în subordinea Serviciului de Asistență Publică din Basarabia și îndeplinea toate indicațiile acestui departament. La spital, erau în serviciu un economist și doi gardieni, aleși de Societatea Evreiască pe trei ani. În anul 1862, conform dorinței guvernatorului general al Novorosiei și Basarabiei, contelui Stroganov, Societatea Evreiască din Chișinău a extins clădirea spitalului cu 50 de paturi și 20 de azile. În 1865, la propunerea șefului regiunii Basarabiei, Antonovici, ministrul afacerilor interne a înființat Consiliul Spitalului, ales de comunitatea evreiască pe 6 ani. Din 1865, Ministrul Afacerilor Interne a înființat la spital Consiliul, iar centrul de sănătate a existat atât în baza propriului capital de rezervă, cât și a surselor de fi nanțare de la Serviciul de Asistență Publică.
Dar, din păcate, „spitalul se afla în cea mai mizerabilă stare: clădirea și paturile erau pline de insecte, ploșnițe și gândaci. Lenjeria de pat și hainele erau murdare, sfâșiate, pacienții purtau cămăși murdare peticite sau rupte, cearșafurile erau schimbate doar după două săptămâni, pacienții se întindeau pe saltele de paie și perne dure, bătute cu lână aspră”. Dar din 25 noiembrie 1865, când Consiliul Spitalului a intrat în drepturile sale, a apărut o farmacie proprie în centrul de sănătate evreiască, care a fost deschisă în baza donațiilor consiliului și cetățenilor. Beneficiile farmaciei au fost evidente, deoarece a furnizat medicamente pacienților din spital și oferit gratuit pacienților săraci pentru acasă. După 24 august 1866, Consiliul Spitalului Evreiesc a atras atenția asupra altor probleme legate de proasta organizare din centrul de sănătate. Astfel, medicilor li s-a permis să „prescrie pacienților și convalescenților în plus față de normele de porționare carne de vită, pâine, lapte, vin, vodcă “ și alte produse; Consiliul spitalului a decis să nu se limiteze la numărul de albituri și haine permise conform registrului. Conform declarației, erau deja de două sau trei ori mai multe lucruri, „paturile de lemn au dispărut complet, saltelele erau făcute din păr de cal, pernele erau din puf, iar spitalul era complet curățat de ploșnițe și gândaci; “ Consiliul Spitalului, în timp de mai bine de 6 ani de existență, i-a aprovizionat zilnic pe bolnavi și nevoiașii de la azil cu ceai cu zahăr, cheltuind anual cel puțin 491,4 de kilograme de zahăr și 27,2 de kilograme de ceai, donați de membrii Consiliului și de cetățenii care nu făceau parte din calculul pentru utilizatorii de sume spitalicești
În plus, față de normele de porționare, în 1872, în conformitate cu solicitările medici- lor, pentru recuperare erau necesare zilnic:Carne de vită – de la 6,8 la 9 kg; Lapte – de la 14 la 16 litri; Vin – 2,8–3,7 litri; Pâine – 3,6–4,5 kg; Ouă – 10–20 bucăți, și alte articole, cum ar fi orezul, crupele de griș, care, de asemenea, au fost permise spre a fi eliberate de către Consiliul Spitalului.
La începutul anului 1870, Consiliul Spitalului a căutat să extindă clădirea spitalului pentru cel puțin 100 de pacienți.
Începând cu anii ‘70 ai secolului al XIX-lea, a început elaborarea unui plan de construcție pentru viitorul spital. În structura spitalului erau proiectate mai multe clădiri situate pe un teritoriu vast, în ordine liberă, pavilioane. În 1878, o infirmerie a fost dislocată în spital, care a primit mulți răniți în 1879.
În anii '80 acolo erau 15 camere cu 120 de paturi, un azil cu 20 de paturi și o farmacie, deși, bugetul spitalului a fost, de fapt, cam sărac. De multe ori dintre antiseptice clinice, în spital nu era aproape nimic, doar acid carbolic. Pacienții adesea împărțeau patul pentru doi. Din cauza lipsei spațiilor, operațiile urgente se efectuau direct pe patul pacientului.
În 1892, a fost reconstruită clădirea principală cu 2,5 etaje. În Arhiva Națională a Republicii Moldova se află Proiectul de reconstrucție a clădirii principale a Spitalului Evreiesc din Chișinău, precum și proiectul clădirii pentru pacienți contagioși, elaborate în martie 1892 de inginerul gubernial C. Gasket și arhitectul gubernial G. Lozinski, precum și inginerul Ginger și doctorul Blumenfeld. În toamna anului 1898, a avut loc inaugurarea lor.
Clădirile au fost construite treptat, din anii ‘80 ai secolului al XIX-lea până la începutul secolului XX.
În perioada 1897–1898, au fost construite pavilioane, adăposturi pentru bătrâni și o clădire pentru pacienții cu boli infecțioase. În 1889–1890, a fost construită o clădire administrativă, o clădire pentru farmacie și laboratoare. În 1887–1901, a apărut un pavilion chirurgical cu două etaje.
Până la 1 ianuarie 1889, 117 pacienți erau în spital, 1527 au venit în cursul anului, în total 1644; recuperați – 1374, decedați –140, rata mortalității – 8,8%, număr mediu zilnic de pacienți – 97, costul întreținerii unui pacient pe zi – 74,3 copeic
Pentru activitatea sa, medicul șef M. B Sluțki (a condus spitalul mai bine de 35 de ani, a fost ales membru al Dumei Orășenești, a fost membru al multor consilii de administrare) a fost decorat cu ordinele regale Sf. Stanislav, Sf. Anna și Sf. Vladimir, precum și două ordine ale României în perioada interbelică.

### Sec. XX
În vremea pogromului de la Chișinău din 1903, spitalul condus de M. Sluțki a devenit centru de asistență pentru victime. Tot atunci, în 1903, Carol Schmidt a părăsit din proprie inițiativă postul de primar, profund tulburat de pogromul evreiesc din Chișinău, care i-a șocat pe toți oamenii cugetători ai Europei.
Conform cărții de adrese și informații a Chișinăului din 1916, spitalul evreiesc era situat la capătul străzii Nikolaevskaia, apoi strada Frunze, 150  (azi – str. Columna). Redeschis în perioada sovietică, spitalul a fost considerat unul dintre cele mai bune din oraș, în baza lui au funcționat 3 catedre ale institutului de medicină: chirurgie, medicină generală, otorinolaringologie. Aceste catedre au fost conduse inițial de profesori ai Institutului de Medicină din Leningrad, care s-au stabilit în Moldova și au făcut parte din componența acestui institut după război.

## Arhitectură
Arhitectura spitalului este eclectică, cu unele elemente de neoclasicism. Fațada principală are o compoziție simetrică, cu trei rezalite, situate în centru și simetrice pe ambele părți, finalizată cu frontoane triunghiulare. În una din ele se afl a intrarea din stradă. Aici era localizat ambulatoriul, saloanele spitalicești și apartamentele medicilor. Fățuiala parterului se încheie cu borduri superioare orizontale. Posibil, aici ere amplasată bucătăria, așa cum este astăzi. Arhitectură este în stil modern. Conform informațiilor disponibile în decembrie 2024, edificiul este in ravagii, în stare deplorabilă.